# Sara Poot Herrera
Sara Poot Herrera (Mérida, Yucatán; 1 de febrero de 1947) es una escritora, profesora, académica e investigadora mexicana, miembro correspondiente de la Academia Mexicana de la Lengua. Es especialmente reconocida por sus investigaciones sobre la poetisa novohispana del Siglo de Oro Sor Juana Inés de la Cruz, así como por sus estudios sobre el destacado escritor mexicano Juan José Arreola y sus contemporáneos.

## Biografía

### Primeros años
Nació el 1 de febrero de 1949 en Mérida, Yucatán, ciudad en la que pasó la mayor parte de su infancia en el seno de una familia humilde. Por cuestiones familiares, en su juventud se trasladó a la localidad rural de Atequiza, que se destaca por sus instituciones educativas en el estado de Jalisco, donde transcurrió su adolescencia. Después de graduarse como profesora, impartió clases en varias escuelas primaria en los Altos de Jalisco y tras licenciarse y doctorarse en México, se fue a California, Estados Unidos, lugar en el que ha residido desde entonces.

### Estudios
En 1969 obtuvo el título de maestra en Educación Primaria por la escuela normal Miguel Hidalgo de Atequiza jalisco . En 1977 se licenció en Filosofía y Letras en la Universidad de Guadalajara para después ingresar al Colegio de México donde obtuvo un doctorado en Literatura Hispánica.

### Labor académica
Se desempeñó como profesora en el Departamento de Español y Portugués de la Universidad de California en Santa Bárbara, Estados Unidos. Fue cofundadora y directora de UC-Mexicanistas, asociación de especialistas en estudios mexicanos que promueve la cooperación cultural y lingüística entre Estados Unidos y México. Ha organizado varios congresos internacionales de literatura y cuenta con más de 200 publicaciones, en su mayoría especializadas en literatura novohispana y literatura mexicana contemporánea. El 23 de enero de 2014 ingresó como miembro correspondiente de la Academia Mexicana de la Lengua. Su labor en el fomento de las artes y la cultura en su estado natal es notoria, ya que sus aportaciones han consolidado proyectos como la Feria Internacional de la Lectura Yucatán y le han valido varios galardones, entre ellos un valioso reconocimiento en el ciclo "Protagonistas de la Literatura Mexicana" de 2018, organizado por el Instituto Nacional de Bellas Artes y Literatura.

## Premios y reconocimientos
- Mujer del Año otorgado por la Mexican American Opportunity Foundation de Los Ángeles, California por sus estudios sobre Sor Juana Inés de la Cruz (1997)
- Premio Antonio Mediz Bolio otorgado por el Instituto de Cultura de Yucatán (2000)
- Medalla Héctor Victoria Aguilar otorgada por  el H. Congreso del Estado de Yucatán (2008)
- Medalla Yucatán otorgada por el Gobierno del Estado de Yucatán (2009)
- Galardón Honorífico Universitario Enrique Díaz de León otorgado por la Universidad de Guadalajara (2009)
- Medalla Eligio Ancona otorgada por la Universidad Autónoma de Yucatán (2014)
- Forjadores de Cultura otorgado por la Feria Internacional de la Lectura Yucatán (2015)
- Medalla al Mérito Universitario Sor Juana Inés de la Cruz otorgada por la Universidad del Claustro de Sor Juana (2021)